# Pentactella laevigata
Pentactella laevigata is een zeekomkommer uit de familie Cucumariidae.
De wetenschappelijke naam van de soort werd in 1876 gepubliceerd door Addison Emery Verrill.